# Синдром XXYY

Синдром XXYY Сині кружечки — чоловічі клітини. Рожеві кружечки - жіночі клітини.

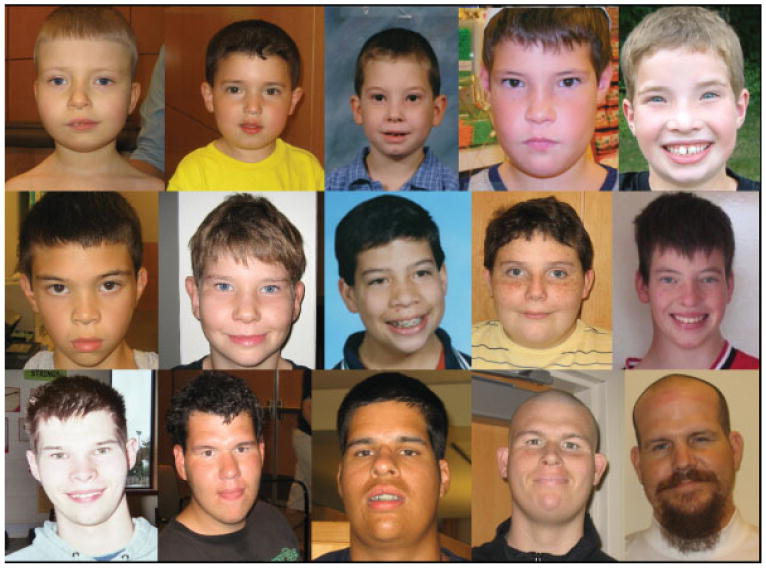
Риси обличчя у 48 років, синдром XXYY у різних вікових групах. Зверніть увагу на різний ступінь дисморфічних рис між індивідами. Загальні риси обличчя включають помірний гіпертелоризм, вузькі та скошені зорові щілини та повні губи. У дорослому віці звичайним є довге обличчя, виступаючі брови та бітемпоральне звуження.

Синдром XXYY — це аномалія статевих хромосом, при якій людина має 2 додаткові хромосоми, одну X та одну Y-хромосому. Клітини людини зазвичай містять дві статеві хромосоми, одну від матері та одну від батька. Зазвичай самки мають дві Х-хромосоми (XX), а самці мають одну X і одну Y-хромосому (XY). Поява принаймні однієї Y-хромосоми з правильно функціонуючим геном SRY робить чоловіка. Тому люди з XXYY за генотипом є чоловіками. Чоловіки з синдромом XXYY мають 48 хромосом замість типових 46. Ось чому синдром XXYY іноді записують як синдром 48, XXYY або 48, XXYY. За оцінками, це впливає на одного з кожних 18 000-40 000 народжених чоловіків.

## Презентація
Дуже часті ознаки та симптоми цього стану включають наступне:
- Азооспермія
- Зменшення розміру яєчок
- Затримки розвитку
- Гіпергонадотропний гіпогонадизм
- Стерильності
- Інтелектуальні порушення
- Порушення мови
До інших частих ознак цього стану можна віднести наступні:
- Аномальна морфологія зубної емалі
- Аномальна морфологія плеча
- Тривога
- Астма
- Симптоми синдрому дефіциту уваги та гіперактивності (СДУГ)
- Розлади аутистичного спектру
- Блефарофімоз
- Карієсу
- Клинодактилія
- Запор
- Затримка прорізування зуба
- Депресія

## Причина

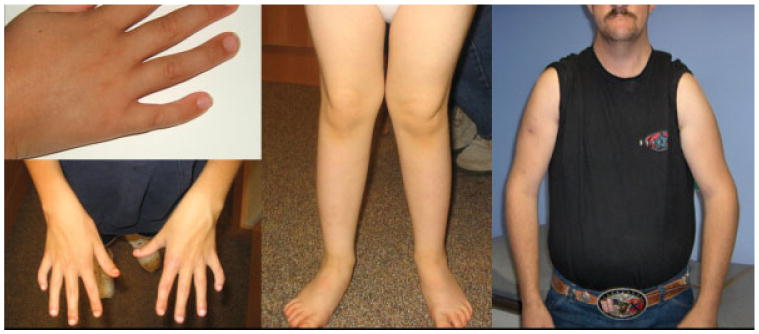
Загальні фізичні особливості при синдромі 48, XXYY, включаючи клінодактілію різного ступеня тяжкості, гіпотонію з genu valgum і pes planus з пронацією в щиколотках і cubitus varus

Синдром 48,XXYY — це захворювання, пов'язане з Х- та Y-хромосомами (статевими хромосомами). Люди зазвичай мають 46 хромосом у кожній клітині. Дві з 46 хромосом, відомих як X і Y, називаються статевими хромосомами, оскільки вони допомагають визначити, чи розвинуться в людини чоловічі, чи жіночі статеві ознаки. Жінки зазвичай мають дві Х-хромосоми (46,XX), а чоловіки мають одну Х-хромосому та одну Y-хромосому (46,XY). Синдром 48,XXYY виникає внаслідок наявності додаткової копії обох статевих хромосом у кожній клітині чоловіка (48,XXYY). Зайві копії генів у Х-хромосомі перешкоджають статевому розвитку чоловіків, заважаючи яєчкам нормально функціонувати та знижуючи рівень тестостерону. Багато генів знаходяться лише в X- або Y-хромосомі, але гени в областях, відомих як псевдоаутосомні області, присутні в обох статевих хромосомах. Додаткові копії генів із псевдоаутосомних ділянок додаткових X- та Y-хромосом сприяють появі ознак і симптомів синдрому 48,XXYY; однак конкретні гени ще не ідентифіковані.

## Генетика
Стан 48,XXYY не успадковується ; зазвичай це відбувається як випадкова подія під час формування репродуктивних клітин (яйцеклітин і сперми). Помилка клітинного поділу, яка називається нерозходженням, призводить до появи репродуктивної клітини з аномальною кількістю хромосом. При синдромі 48,XXYY додаткові статеві хромосоми майже завжди походять зі сперматозоїдів . Нероз'єднання може призвести до того, що сперматозоїд отримає дві додаткові статеві хромосоми, в результаті чого сперматозоїд має три статеві хромосоми (одну Х і дві Y-хромосоми). Якщо цей сперматозоїд запліднить звичайну яйцеклітину однією Х-хромосомою, то в результаті дитина матиме дві Х-хромосоми та дві Y-хромосоми в кожній клітині свого тіла. 
У невеликому відсотку випадків синдром 48,XXYY є результатом нерозходження статевих хромосом у ембріона 46,XY дуже скоро після запліднення. Це означає, що нормальна клітина сперматозоїда з однією Y-хромосомою запліднила нормальну яйцеклітину з однією X-хромосомою, але відразу після запліднення нерозходження статевих хромосом призвело до того, що ембріон отримав дві додаткові статеві хромосоми, що призвело до появи ембріона 48,XXYY.

## Діагностика
Каріотип робиться для діагностики синдрому XXYY. Лікування включає медикаменти, поведінкову терапію та інтенсивну громадську підтримку.

## Управління
Як правило, пацієнти повинні спостерігатися у ендокринолога. Якщо присутній гіпогонадизм, лікування тестостероном слід розглянути для всіх осіб незалежно від когнітивних здібностей через позитивний вплив на здоров'я кісток, м'язову силу, втому та витривалість, а також можливі переваги для психічного здоров'я/поведінки.
Більшість дітей з XXYY мають деякі затримки розвитку та проблеми з навчанням. Тому слід перевіряти та контролювати такі аспекти: психологію (когнітивний та соціально-емоційний розвиток), логопедію/мовну терапію, ерготерапію та фізіотерапію. Необхідно домовитися про консультацію з педіатром, психіатром або неврологом для розробки плану лікування, включаючи терапію, поведінкові втручання, освітню підтримку та психотропні препарати для поведінкових і психіатричних симптомів. 
Такі поширені діагнози, як порушення здатності до навчання/ІН, СДУГ, розлади спектра аутизму, розлади настрою, тики та інші проблеми з психічним здоров'ям слід розглядати, обстежувати та лікувати. У цій групі спостерігаються хороші відповіді на стандартне медикаментозне лікування неуважності, імпульсивності, тривоги та нестабільності настрою, і таке лікування може позитивно вплинути на академічний прогрес, емоційний добробут та довгостроковий результат. Погана координація дрібної моторики та розвиток тремору намірів можуть уповільнити та ускладнити написання рукописного тексту, тому трудотерапія та клавіатура повинні бути введені в ранньому віці, щоб полегшити шкільну роботу та навички самодопомоги. Освітні труднощі слід оцінювати за допомогою повної психологічної оцінки, щоб виявити розбіжності між словесними та виконавськими навичками та визначити індивідуальні академічні потреби. 
Експресивні мовні навички часто змінюються протягом життя, і логопедичні втручання, спрямовані на експресивні мовні навички, диспраксію та мовну прагматику, можуть знадобитися у дорослому віці. Адаптивні навички (життєві навички) є суттєвою слабкою сферою, що потребує підтримки з боку громади для майже всіх людей у дорослому віці. Можуть знадобитися додаткові рекомендації щодо лікування на основі індивідуальних сильних і слабких сторін синдрому XXYY.

## Прогноз
Пацієнти мають по суті нормальну тривалість життя, але потребують регулярного медичного спостереження.

## Історія
Перший опублікований звіт про хлопчика з каріотипом 48,XXYY був написаний Силфестом Малдалом і Чарльзом Х. Окі в Манчестері, Англія, в 1960 році Це було описано у 15-річного психічно неповноцінного хлопчика, у якого були ознаки синдрому Клайнфельтера ; однак тестування хромосом виявило 48, XXYY замість 47, XXY розташування, яке, як відомо, викликає синдром Клайнфельтера. Через це синдром 48,XXYY спочатку вважався різновидом синдрому Клайнфельтера. Спільні фізичні та медичні ознаки, що є результатом наявності додаткової Х-хромосоми, включають високий зріст, розвиток дефіциту тестостерону в підлітковому та/або дорослому віці (гіпергонадотропний гіпогонадизм) і безпліддя . Однак останні дослідження показують деякі важливі відмінності у чоловіків з віком 48,XXYY порівняно з 47,XXY. Найважливіші відмінності є наслідком впливу додаткової X- та Y-хромосоми на нервовий розвиток, що призводить до вищих показників затримки розвитку в ранньому дитинстві, труднощів у навчанні або інтелектуальної недостатності, труднощів адаптивного функціонування (життєвих навичок), розладів нервового розвитку, таких як СДУГ або аутизм розлади спектру та психологічні/поведінкові проблеми, включаючи тривогу, депресію та порушення регуляції настрою . Крім того, більший відсоток чоловіків із XXYY мають додаткові медичні проблеми, такі як судоми, вроджені вади розвитку ліктьового суглоба (променевий синостоз) і тремор порівняно з чоловіками з XXY. XXYY все ще вважається різновидом синдрому Клайнфельтера за деякими визначеннями, головним чином тому, що патофізіологія тестикулярної дисфункції не відрізняється від 47, XXY, і останні дослідження не припускають, що повинні бути будь-які відмінності в оцінці та лікування дефіциту тестостерону у 48,XXYY порівняно з 47, XXY. Однак для психологічних і поведінкових симптомів синдрому XXYY зазвичай потрібні більш ретельні оцінки, втручання та підтримка порівняно з 47, XXY через складніше залучення нейророзвитку . Між окремими особами спостерігаються суттєві відмінності в кількості та тяжкості медичних проблем і проблем із розвитком нервової системи, пов'язаних із XXYY, і деякі люди мають легкі симптоми, тоді як інші страждають більш значно.